# Ceratosphys mariacristinae
Ceratosphys mariacristinae es una especie de miriápodo cordeumátido de la familia Opisthocheiridae endémica de Menorca, en las islas Baleares (España).